# Période du Second Temple
La période du Second Temple désigne dans l'histoire des Juifs la période qui s’étend depuis le retour des Juifs en Judée à partir du milieu du VIe siècle av. J.-C. jusqu’au Ier siècle (de -516 à +70).
La période du Second Temple intègre beaucoup de l'Israël antique. Le Second Temple de Jérusalem est le principal centre religieux des Juifs, même s’il existe en dehors de la Judée d’autres temples où sont pratiqués des sacrifices. La Judée est successivement soumise aux différentes puissances régionales. Elle forme progressivement une province au sein de l’empire perse achéménide, appelée Yehoud Medinata. Cette province est à son tour absorbée par les royaumes hellénistiques lagides puis séleucides au IVe siècle av. J.-C., jusqu'à une courte période d'indépendance aux IIe et Ier siècles av. J.-C. sous la conduite des souverains hasmonéens. Le royaume hasmonéen est finalement intégré à l'empire romain dans lequel la Judée devient une province romaine. C'est pendant cette période que se développe le judaïsme hellénistique.
Au sens strict, la période du Second Temple désigne une période allant de 539 av. J.-C. à 70 ap. J.-C.. La communauté juive survit pourtant à la destruction du Second Temple de Jérusalem et ne disparaît de Judée qu’après 135 à la suite de la révolte de Bar Kokhba.
Pendant la période du Second Temple, le judaïsme prend forme à la suite de trois crises majeures et à la manière dont les différents groupes juifs y ont fait face : la destruction du royaume de Juda et l’exil, la révolte des Maccabées et les guerres judéo-romaines. C’est pendant cette période que la rédaction de la Bible hébraïque se termine et que sont rédigés les livres deutérocanoniques et le Nouveau Testament. Commence également le processus d’élaboration de la Loi orale qui sera mise par écrit dans la Mishna et le Talmud.

## Histoire

### La fin de la domination perse
On ne dispose que peu d’informations sur l’histoire politique et sociale de la Judée au début de la période hellénistique. Les sources sont fragmentaires et ne concernent la Palestine qu’à la marge, telles les archives de Zénon de Caunos, l’intendant d’Apollonios, diœcète (ministre des finances) de Ptolémée II Philadelphe et de Ptolémée III Évergète. La principale source est Flavius Josèphe, bien que celui-ci mélange histoire et légendes. Les sources grecques donnent surtout des renseignements sur la côte et méconnaissent l’intérieur des terres. C’est la côte qui sert de point de contact entre les populations de l’intérieur des terres et le monde hellénistique.

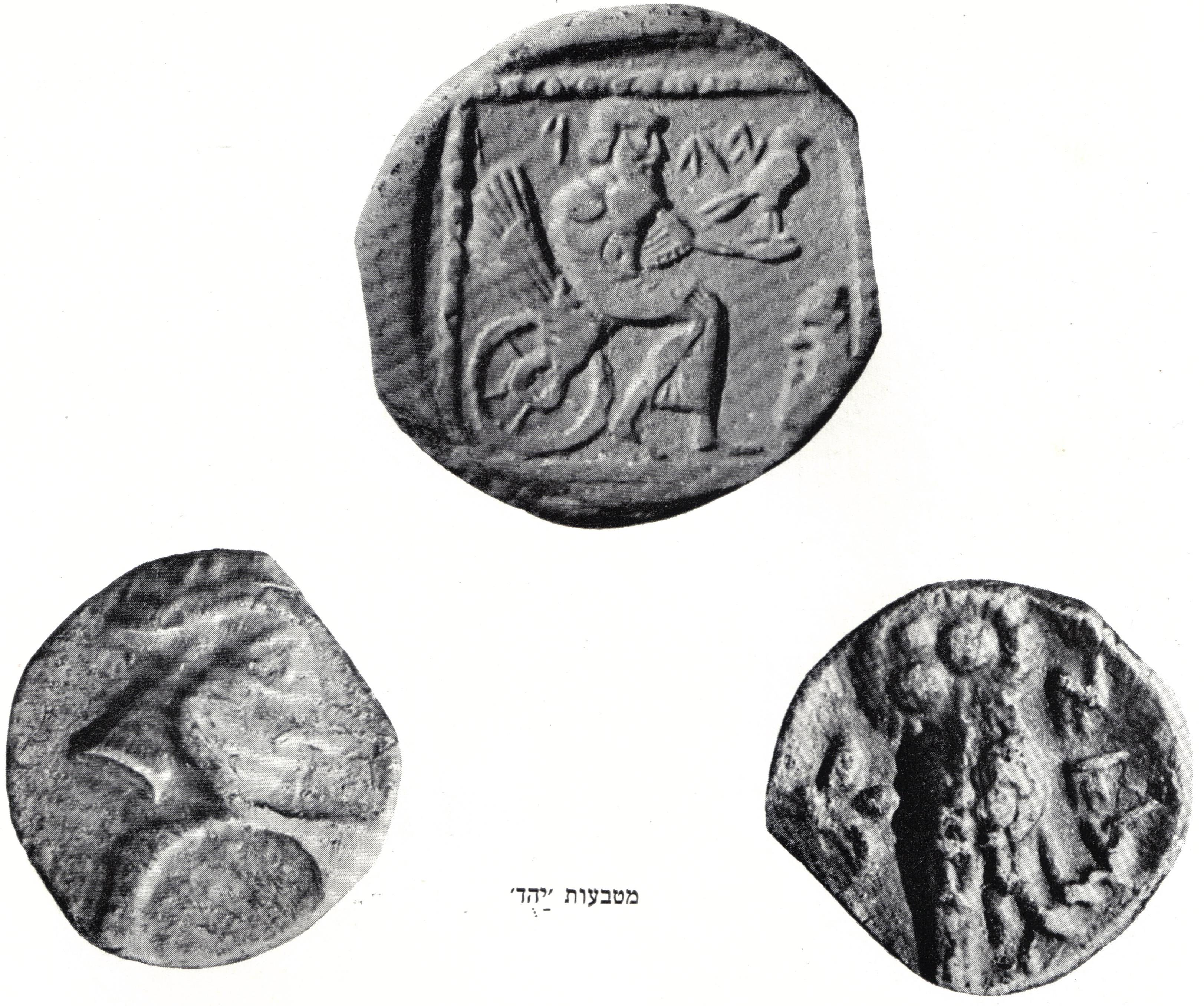
Monnaie perse avec l'inscription « Yehud »

Au IVe siècle av. J.-C., à la veille de la conquête de la région par Alexandre le Grand, la Judée comme l’ensemble du Levant-sud est pleinement intégrée à l’empire perse. La province perse de Judée n’y occupe cependant pas une place importante même si un gouverneur perse réside à Jérusalem. Les Juifs sont majoritaires dans les districts qu’ils occupent, mais ils sont environnés de populations araméennes, arabes et iduméennes. Ils utilisent des monnaies grecques, le sicle perse, et une émission qui leur est propre à partir de la fin du Ve siècle av. J.-C. À cette période, le monnayage apporté par les Grecs ne suffit plus pour le commerce et plusieurs cités phéniciennes battent monnaie (Tyr, Sidon, Byblos, Arados). Au IVe siècle av. J.-C., les pièces marquées « Yehud » indiquent que la Judée s’est aussi dotée d’une monnaie propre. Comme pour les villes phéniciennes, le monnayage répond à un besoin économique car c’est un instrument utile au commerce. Il répond aussi à un besoin politique car il permet d’affirmer l’existence de la communauté.
La côte méditerranéenne du Levant-sud est dominée les villes phéniciennes de Tyr et Sidon. Les villes d’Adaros (Atlit), Jaffa et Yavné dépendent de Sidon, alors que Tyr possède Dora (Tel Dor), Crocodilopolis (Tel Taninim (he)) et Ashkelon. Ces villes ne sont pas phéniciennes mais ont été données par le pouvoir achéménide au milieu du Ve siècle av. J.-C. en remerciement de la lutte contre Athènes. Les dernières décennies de l’empire perse sont marquées par des guerres qui affectent la Palestine. Au milieu du IVe siècle av. J.-C., la révolte de Ténès, roi de Sidon, affecte donc tout le littoral méditerranéen. Elle est suivie par la contre-attaque d’Artaxerxès III qui reprend Sidon vers 345 av. J.-C., puis l’Égypte. Celle-ci était redevenue indépendante de l’empire perse depuis 404 av. J.-C.. La Judée a pu souffrir de la répression perse même si les preuves manquent. Des Juifs sont déportés en Hyrcanie; il existe des traces de destructions à Lakish et Jéricho, comme à Hazor et Megiddo en Galilée, mais on ne peut savoir si ces destructions accompagnent la révolte de Sidon contre les Perses ou s’il s’agit de révoltes indépendantes.

### Alexandre et les Diadoques
En -332, la province de Yehoud passe des mains des Perses Achéménides à celles d'Alexandre le Grand. Après la mort d'Alexandre en 322 av. J.-C., ses généraux, les Diadoques, divisent l'empire entre eux. La Syrie et le Levant-sud subissent près de 30 ans de guerre. La région, et notamment les villes de la côte (Tyr, Gaza, Akko), changent de main à plusieurs reprises. En 319 av. J.-C., Ptolémée Ier entreprend d’occuper la Syrie pour sécuriser ses possessions en Égypte. Flavius Josèphe mentionne la prise de Jérusalem mais sans en préciser la date. Antigone le Borgne finit par occuper toute la région jusqu’à Gaza. En 312 av. J.-C., Ptolémée contre-attaque. Lors de la bataille de Gaza, il se rend maître de la Syrie. Le 7 octobre 312 av. J.-C., date de sa victoire, marque notamment pour les Juifs le début de l'ère de la royauté des Grecs, système de datation qui sera encore en usage au Moyen Âge. Ptolémée est cependant contraint d'évacuer la région face à Antigone le Borgne et à son fils Démétrios Ier Poliorcète. Avant de se retirer, il rase les forteresses d’Akko, de Samarie, de Jaffa et de Gaza. Antigone le Borgne domine la région pendant environ 10 ans. En 301 av. J.-C., il est finalement écrasé à la bataille d'Ipsos. Ptolémée réoccupe le sud de la Syrie alors que Séleucos Ier en contrôle le nord.
Ces conflits donnent à la région un intérêt stratégique sur le plan militaire. Des garnisons grecques sont installées autour et dans les villes. Parallèlement, les souverains grecs cherchent à transformer les villes orientales en villes hellénistiques. La venue de colons macédoniens modifie la démographie de la région et accélère l’hellénisation. Pour les villes, l'hellénisation se traduit par la création de légendes de fondation reprenant des mythes grecs : les villes se trouvent dotées d'un passé mythique grec. Ainsi des étymologies grecques sont attribuées à des noms sémitiques : Gaza tire son nom d'Azon, fils Héraclès; Ashkelon d'Ascalos, frère de Tantale; Jaffa de Joppè, fille d'Éole; Dor de Dôros, fils de Poséïdon.

### La domination lagide
La Judée, au sein de la Syrie méridionale, est intégrée à l’empire lagide. On ignore si la Syrie forme une province unique, héritée de la satrapie achéménide ou si elle est découpée en districts. La Judée quant à elle continue à former un district. L'ancienne province perse conserve sous les Lagides son régime d'autonomie dominé par le pouvoir des Grands-prêtres. Comme à l’époque perse, le nom de « Judée » figure sur des monnaies émises à Jérusalem, mais elles portent à présent l’effigie de Ptolémée Ier. Le nom « Judée » y apparaît en hébreu (« YeHuDaH »).
Si Alexandre et les Lagides fondent des colonies militaires sur la côte ou en Samarie, ils ne cherchent pourtant pas à urbaniser ou coloniser la Judée. La Judée bénéficie d'un quadrillage administratif dont témoigne le séjour de Zénon de Caunos dans la plaine côtière et à Jérusalem sous Ptolémée III Évergète Ier entre 260 et 258 av. J.-C.
Ptolémée II Philadelphe (285-246 av. J.-C.) fait traduire le Tanakh (la Bible hébraïque) en grec, c'est la version dite des Septante, ou Targoum Chiviim, qui illustre l'ouverture sur la culture hellénistique. La Lettre d'Aristée rapporte une version des circonstances de cette traduction.

### La domination séleucide
En 198 av. J.-C., durant la cinquième guerre de Syrie, Antiochos III Mégas  défait Scopas, général de Ptolémée V Épiphane près des sources du Jourdain, à Panion (la future Césarée de Philippe). En 197 av. J.-C., la Judée est soumise aux Séleucides. La province ptolémaïque est intégrée à l'empire séleucide au côté de la province de Samarie. Les relations entre les Séleucides et les Juifs sont d'abord bonnes. Antiochos traite les Juifs avec bienveillance. Il fait bénéficier la Judée de privilèges économiques importants qui contribuent à son essor économique et attirent les communautés babyloniennes. Jérusalem est exemptée de tribut pendant 3 ans dans les années -193/-190. On a peu de renseignements sur la situation politique à Jérusalem lors de l’arrivée d'Antiochos III. Il se peut qu’il y ait eu une faction anti-séleucide restée fidèle au pouvoir lagide. Le grand prêtre Simon II lui-même ne figure pas parmi les partisans du nouveau pouvoir. Son fils Onias III est d’ailleurs dénoncé plus tard à Séleucos IV comme pro-lagide. Dans ce contexte, les mesures favorables aux Juifs consenties par le nouveau souverain sont le résultat des négociations d'une ambassade juive auprès d'Antiochos.
Pendant cette période prospère, le scribe hiérosolomitain Yeshoua ben Shimon ben Eleazar ben Sira exalte la grande prêtrise de Simon II le Juste, la pureté du culte du Temple et le régime théocratique de Jérusalem (Siracide 50). La grande prêtrise de Simon, disciple d'Antigone de Sokho, laisse une trace si importante dans la mémoire juive que, trois siècles plus tard, les tannaïm feront remonter l'origine de leur tradition à ce maître fondateur.
Cependant la situation change en 189 av. J.-C.. Antiochus III est défait par les Scipions. Lors de la paix d'Apamée, les Romains soumettent Antiochus à d'énormes indemnités. Ces problèmes financiers causés par Rome plongent l'empire séleucide dans la crise. Le souverain séleucide n'hésite pas à s'emparer des trésors des temples, dont celui d'Élymaïs, et ses successeurs convoitent celui du Temple de Jérusalem. Cette déstabilisation s'étend à Jérusalem où le climat se détériore sous Onias III. L'aristocratie sacerdotale a bénéficié de l'essor économique grâce aux mesures d'Antiochus III mais le régime des grands prêtres la prive d'accès au pouvoir politique ; l'émancipation politique passe par l'hellénisme. La tentative d'Antiochus IV Épiphane d'imposer la culture hellénistique à Jérusalem traduit les tensions internes de la société judéenne. La Judée plonge dans la guerre civile avec la révolte des Maccabées. Profitant de l'affaiblissement du pouvoir séleucide et de ses dissensions, les hasmonéens parviennent à établir un royaume juif indépendant. Leurs actions militaires leur permettent de reconquérir l'Idumée et la Samarie, l'ancien royaume d'Israël.

### Période hasmonéenne et hérodienne

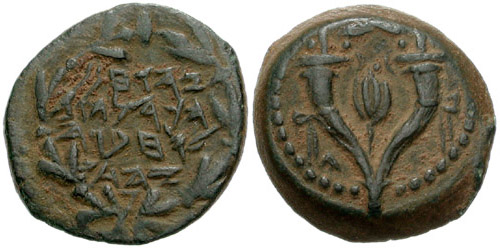
Monnaie hasmonéenne

Les Hasmonéens profitent de la désintégration de l’état séleucide pour favoriser l’émancipation politique de la Judée. Sous la conduite de Jean Hyrcan et de ses fils, ils conquièrent un grand territoire, comptant peut-être un million d'habitants appartenant à divers groupes ethniques ou culturels.

### Période romaine
Après la Première Guerre judéo-romaine et le siège de Jérusalem en 70, la Judée reste densément peuplée à l'exception de Jérusalem où les Juifs ne sont probablement plus autorisés à retourner. Quelques Juifs sont peut-être autorisés à résider à côté de Jérusalem car des inhumations juives continuent à être pratiquées dans quelques tombes de la nécropole de la ville. Des crémations sont pratiquées dans d'autres tombes, indiquant que ce ne sont plus des Juifs qui les utilisent. En Benjamin et dans la Shéféla, l'utilisation des tombes qui se poursuit jusqu'à la révolte de Bar Kokhba. Après 135, les environs de Jérusalem et la majorité des monts de Judée et de la Shéféla sont abandonnés. On n'observe plus d'enterrement juif à Jérusalem au moins jusqu'à la fin du IIe siècle ou au début du IIIe siècle. À l'époque byzantine, les Juifs retournent à Jérusalem et s’établissent au sud-ouest du Mont du Temple.

## Société
Au sein des empires lagide puis séleucide, les Juifs forment un peuple défini par son origine géographique, la Judée. Ils forment une communauté reconnue qui jouit de plus ou moins d’autonomie dans sa gestion quotidienne. Aucun nom de gouverneur, s’il y en a eu, n’a été conservé pour la période hellénistique ; le grand prêtre semble le seul interlocuteur du roi et assure un rôle de gouverneur de Judée. Les Juifs sont principalement installés en Judée, où ils sont majoritaires, et dans quelques communautés dispersées en Galilée, en Idumée et en Transjordanie (dans le territoire contrôle par les Tobiades par exemple). Avec la disparition de la lignée de David, la maison des grands prêtres garde seule le contrôle de la Judée. Jusqu'à la prise de pouvoir par les Hasmonéens, la grande prêtrise est dominée par la famille des Oniades. Au sein des empires perse, lagide puis séleucide, la communauté juive dispose d’une autonomie sous réserve de s’acquitter de ses obligations fiscales. Ses institutions traditionnelles, le grand prêtre et le personnel du Temple de Jérusalem, sont chargés de la répartition des impôts et des problèmes de justice. La Torah est reconnue comme la loi du peuple. La reconnaissance du roi garantit ces institutions, bien que le roi garde finalement sa souveraineté et puisse révoquer le grand prêtre même en dépit des règles traditionnelles. Le grand prêtre Onias III est ainsi déposé par Antiochos IV. Au début de la période hellénistique, la société juive est constituée d'une structure à deux classes : les prêtres et les paysans. La classe dirigeante, liée à la grande prêtrise, est basée à Jérusalem où elle est entourée de scribes et d'artisans. Les paysans sont installés dans les villages autour de Jérusalem. Au sein du peuple, la classe dirigeante tire sa légitimité des traditions ancestrales mais son maintien dépend aussi du régime impérial car elle ne dispose pas de force militaire propre. Dès lors que la classe dirigeante choisit de s'appuyer sur la faveur impériale et qu'elle néglige sa légitimation traditionnelle, le système entre en crise et débouche sur la révolte des Maccabées. La force militaire juive qui émerge à la suite de cette révolte permet ensuite au nouveau pouvoir hasmonéen de se maintenir.
Le monopole de la charge de grand prêtre, réservé à la famille des Oniades puis à celle des hasmonéens, cesse avec Hérode le Grand. La grande prêtrise devient une institution oligarchique dominée par des familles rivales issues de la diaspora juive babylonienne ou égyptienne (Phiabi, Boëthus). Les grands prêtres perdent leur rôle politique et leur fonction se limite désormais au service du Temple. En nommant ces grands prêtres, Hérode cherche à consolider son pouvoir en se basant sur une nouvelle classe dirigeante sans lien avec les hasmonéens. Il s'appuie sur la diaspora en élevant des familles sacerdotales obscures. Vers la fin de son règne, il nomme aussi des grands prêtres originaires de Galilée tels que Mattatiah ben Théophile et Joseph ben Elem (?) de Tsippori.
La prêtrise constitue une sorte de noblesse juive. Les familles influentes appartiennent à la prêtrise, y compris des sages tels que Yossé ben Yoezer, connu ultérieurement comme membre des zougot. La seule exception connue est la famille des Tobiades, d'origine non sacerdotale, mais qui a néanmoins des liens matrimoniaux avec la grande prêtrise. À côté de la suprématie de la prêtrise émergent cependant des sages dont beaucoup ne sont pas issus de familles sacerdotales. C'est le cas des dirigeants pharisiens de la maison de Gamaliel. Ainsi Shimon ben Gamliel I rejoint les membres de la grande prêtrise Hanan ben Hanan et Joshua ben Gamla pour organiser le pays contre l'assaut des troupes romaines lors de la Grande révolte juive.

## Pratiques funéraires

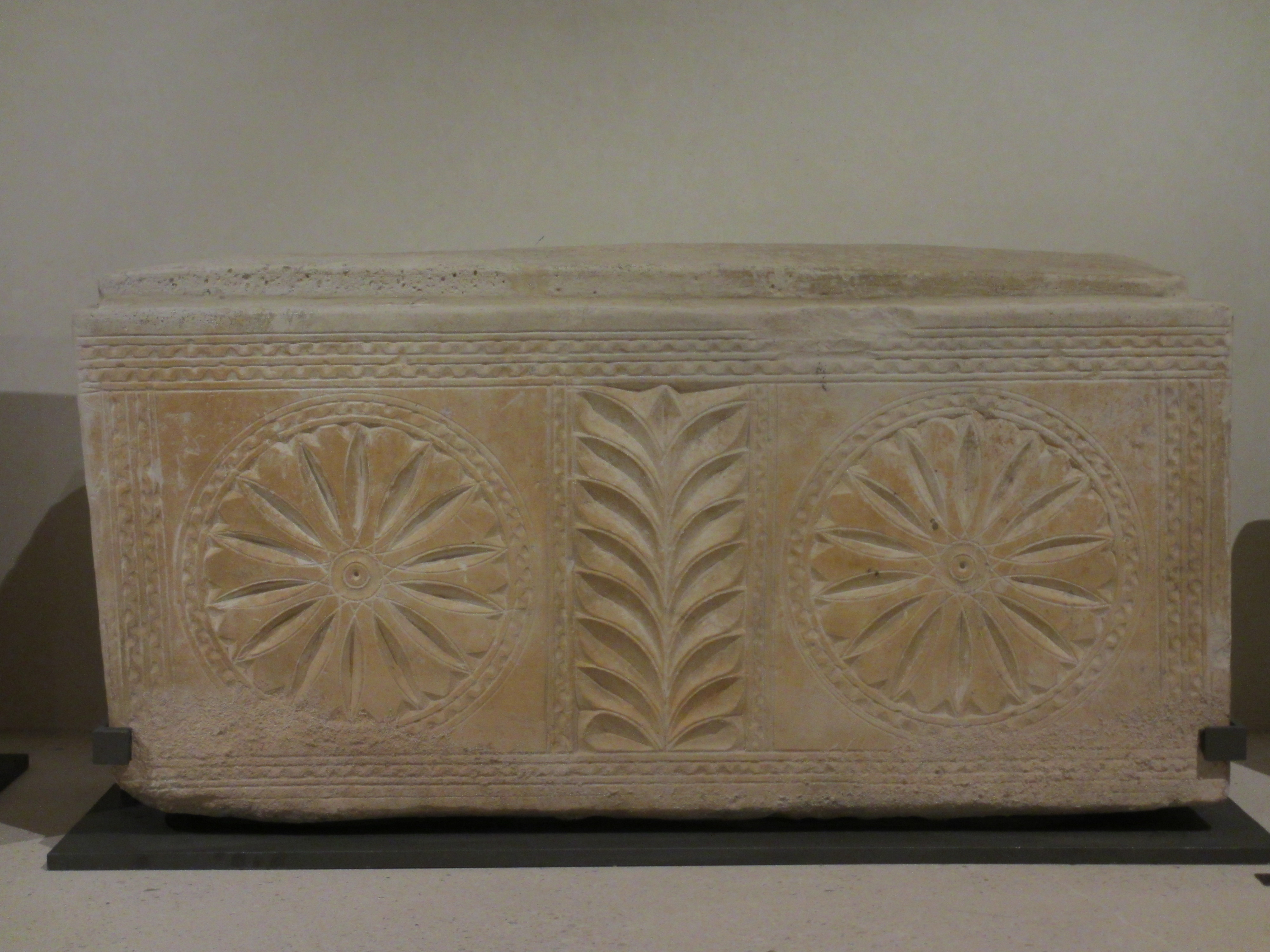
Ossuaire trouvé à Jérusalem (musée du Louvre)

### Vocabulaire
Plusieurs termes sont utilisés pour désigner une tombe :  קבר (kever) en hébreu, τόποϛ (topos) en grec ou קיברא (kivra) en araméen. Ces différents mots figurent sur des ossuaires où ils désignent soit l'ossuaire soit la tombe elle-même. kever  figure aussi sur l'architrave de la tombe de Benei Hezir. La chambre funéraire (le loculus) est appelée קוקא (koka) dans une inscription ou כוך (kokh) en hébreu. Il s'agit d'un renfoncement creusé dans la roche d'environ 2 m de long et d'un 1 m de hauteur dans lequel on plaçait le corps du défunt ou un cercueil. Le terme grec σορος (soros) désigne un ossuaire. En araméen, c'est le terme חלת (halat) qui est utilisé; il figure sur plusieurs ossuaires de Jérusalem, suivi ou non du nom du défunt. Un cercueil se dit γλωσσκομον (gloskomon). Ce terme, translittéré גלוסקמא (gloskama) en araméen, apparaît dans la littérature rabbinique.

### Sites d'inhumation
Plusieurs cimetières de la période du Second Temple ont fait l'objet de fouilles archéologiques. Deux grandes nécropoles se trouvaient autour de Jérusalem et de Jéricho. À Jérusalem, environ 900 tombes sont dispersées dans un rayon de 5 km autour de la ville. À Jéricho, les tombes sont situées à l'ouest de la ville, sur la pente est d'une colline. Environ 100 tombes ont été fouillées. Cette nécropole a pu servir de lieu d'inhumation pour Jéricho mais aussi pour tous les villages de la région.
Autour de Jérusalem, les tombes sont réparties au hasard. Le choix du site n'est guidé que par la topographie du lieu ou la nature de la roche. Il ne suit pas une planification établie par une autorité centrale. Les tombes sont prises en charge par les familles plutôt que par la communauté. Dans la littérature rabbinique, les cimetières ne font pas partie des institutions ou des bâtiments relevant de l’administration publique. Les tombes se regroupent là où des terrains sont disponibles et où la roche est appropriée. On note cependant une plus forte concentration de tombes au nord et sud de la ville. Ces tombes recensées ne représentent qu'une fraction de la nécropole originelle. Plusieurs anciennes carrières de pierre ont servi pour creuser des tombes une fois l'exploitation de la pierre terminée. De nombreuses tombes ont par la suite été détruites lors d'extractions postérieures.

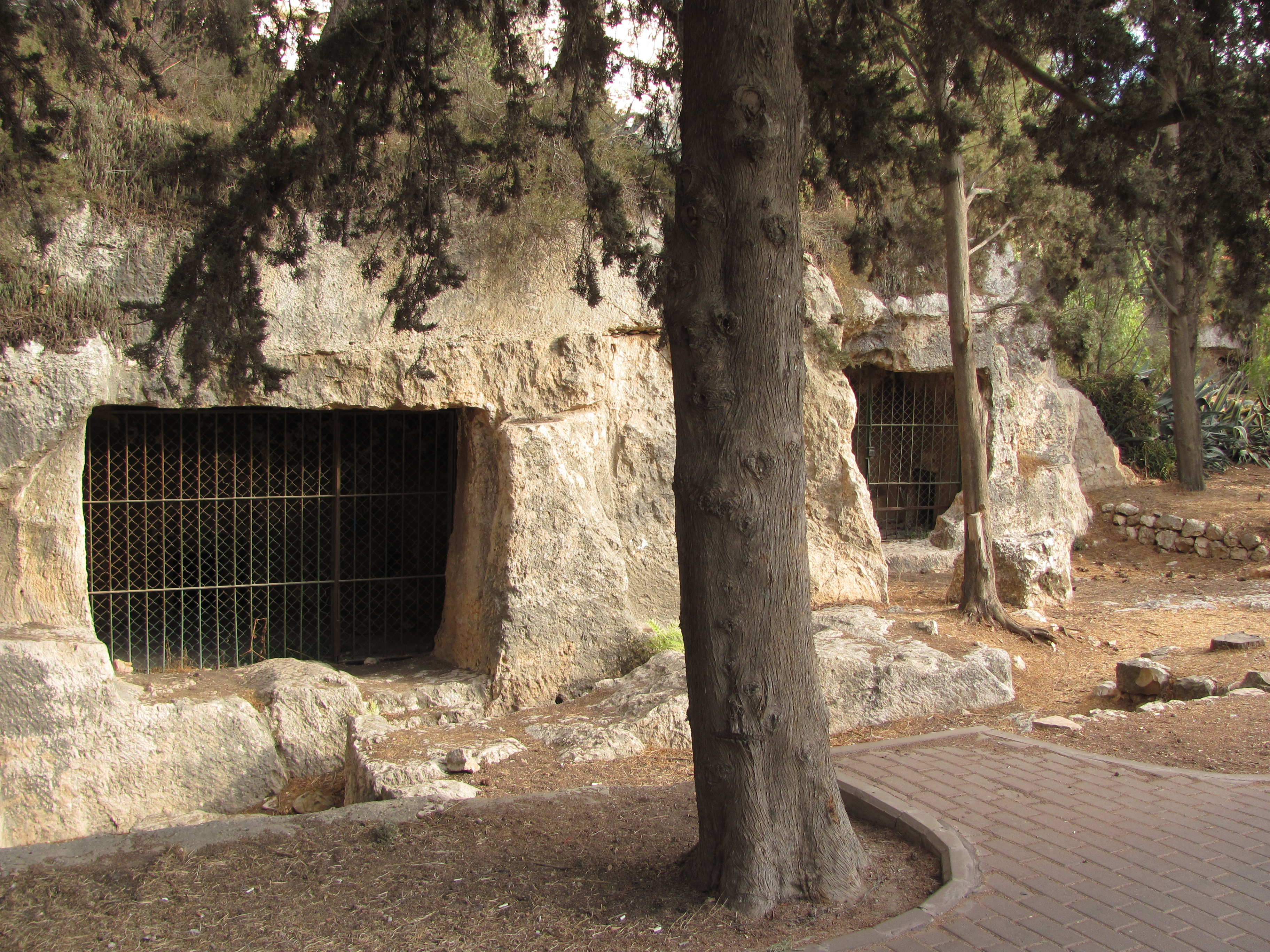
Tombes dans le quartier de Sanhédriah à Jérusalem

Selon la loi juive, les tombes doivent être à l'extérieur des villes, à l'exception des tombes des rois de la maison de David et de la prophétesse Houldah (Tossefta Baba Batra 1:7). Au vu des fouilles archéologiques, cette interdiction semble avoir été respectée pendant la période du Second Temple. Les tombes peuvent être déplacées pour permettre l'extension de la ville et la construction de nouvelles maisons dans le secteur ou au-dessus de la tombe.
Il n'est pas habituel de placer les tombes le long des routes, contrairement à l'usage dans le monde hellénistique et romain. Cette tendance à placer les tombes à l'écart des routes traduit la volonté de limiter le risque d'impureté rituelle lié au contact de morts. Cette tendance s'inverse à la fin de la période hérodienne, peut-être à cause du désir de certaines familles de se distinguer. Ainsi, les tombes du quartier de Sanhédriah ou le Tombeau des Rois à Jérusalem sont à proximité de routes.

### Structure des tombes

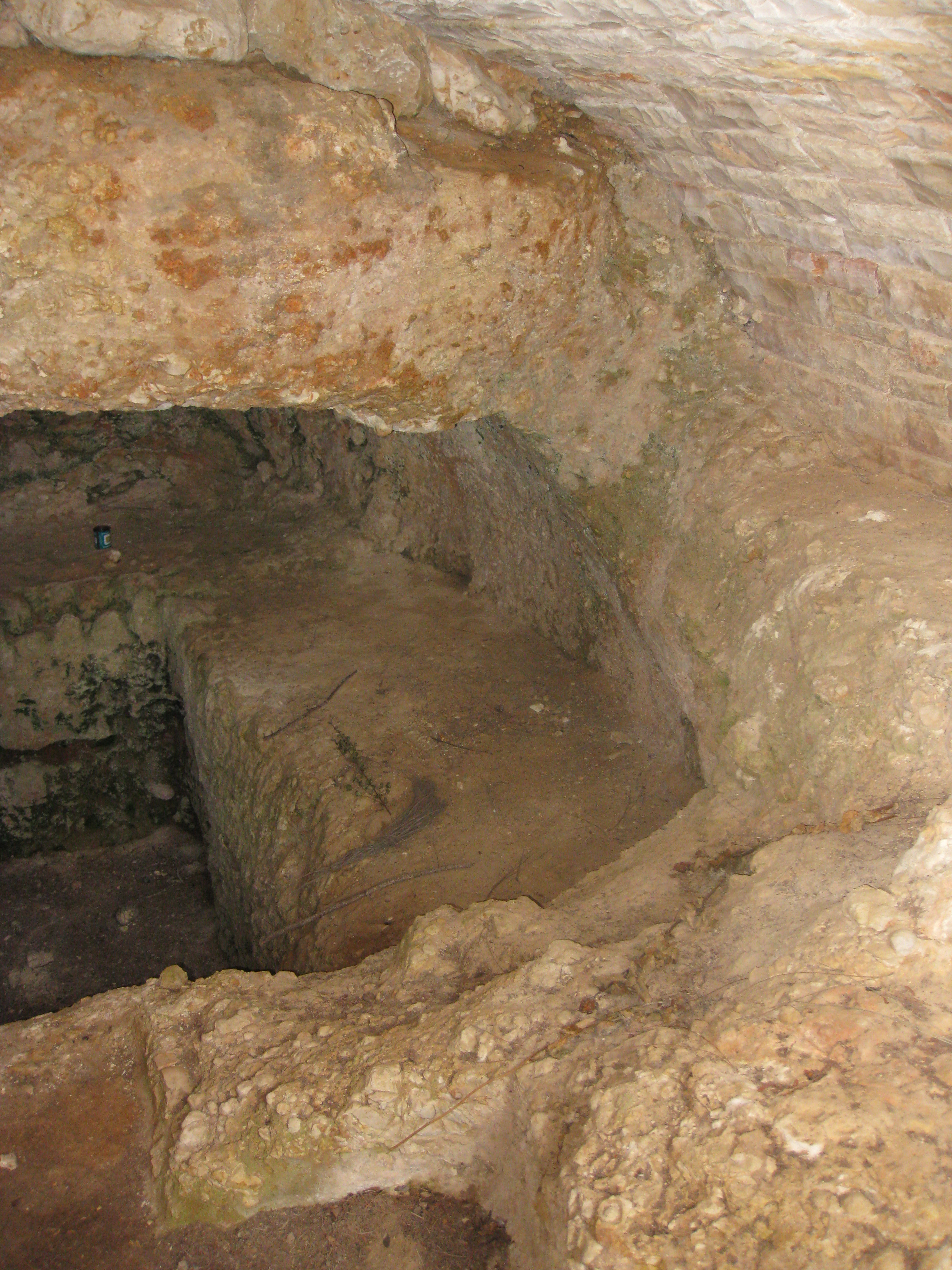
Tombe sur le Mont Herzl

À Jérusalem, Jéricho ou Ein Gedi, les tombes sont le plus souvent creusées dans la roche. Elles peuvent adopter deux types de dispositions : des tombes à loculi (kokhim en hébreu) ou des tombes à arcosolia. Les tombes à loculi présentent une chambre funéraire carrée et des niches creusées perpendiculairement à trois des murs, à l'exception de celui de l'entrée. La chambre funéraire peut n'avoir qu'un mètre de hauteur. Souvent un puits est creusé au centre pour permettre à une personne de se tenir debout dans la tombe. Parfois, une tombe n'a qu'un seul loculus. Les arcosolia sont des niches creusées parallèlement aux murs de la chambre funéraire. Ils ne sont attestés qu'à Jérusalem. Les tombes peuvent être réutilisées pendant une longue période, parfois sur plusieurs générations pour des tombes familiales, ce qui explique l'imbrication des chambres et des kokhim. La description de creusement des tombes est présentée dans la littérature rabbinique avec les principes à respecter (Mishna Baba Batra 6:8).
Les tombes les plus belles ont une façade décorée et une cour à ciel ouvert devant l'entrée. Cette cour est parfois équipée de bancs, voire d'un mikveh (tombe de Goliath à Jéricho). À Jérusalem, les tombes peuvent présenter un aspect monumental, tels que les tombeaux de la vallée du Cédron (monument d'Absalom, Grotte de Josaphat, tombe de Benei Hezir, tombe de Zacharie), le tombeau des Rois ou la tombe de Nicanor. Ces tombes monumentales sont accompagnées ou surmontées d'un monument funéraire, un nefesh. Il peut être en forme de pyramide, comme pour la tombe de Jason, ou de dôme (tholos) dans le monument d'Absalom par exemple.
L'inhumation la plus simple se fait dans des tombes à fosse ou à ciste. Les tombes à fosse sont rares à Jérusalem, mais on en trouve cependant à Talpiot, à Beth Zafafa et à Mamilla. Dans la région de la mer Morte, on trouve des tombes à fosse à Qumrân et à Ein el-Ghuweir. Les tombes à fosse de Jéricho sont des réutilisations de tombes de l'âge du bronze moyen.
En dehors de Jérusalem et de la région de la mer Morte, d'autres cimetières ont été identifiés à proximité de villes ou de villages. Le plan le plus répandu présente des loculi ou des bancs sur lesquels étaient déposés les ossuaires. On a retrouvé de telles tombes :
- dans le sud de la Judée : à Yatta, Eshtemoa, Thala, Horvat Kishor, Horvat Rimon, Susiya, Carmel, el-Aziz et Horvat Anim,
- dans l'ouest de la Samarie : Tel Afek et Migdal Afek,
- dans la Shéféla : Tel Goded (une des tombes possédait aussi trois arcosolia) et Horvat Zefiyya.
- en Galilée : Hukok, Daburiyya, Kabul, Sepphoris, Kafr Kanna

Des inhumations sont aussi réalisées dans des grottes dans le désert de Judée. Il ne s'agit pas de cimetières organisés mais d'inhumations d'habitants juifs ayant trouvé refuge dans le désert lors de la révolte de Bar Kokhba (133-135). À Massada, 25 squelettes ont été découvertes dans les « grottes des squelettes ». Plusieurs grottes du  Nahal Hever contiennent des sépultures. Il s'agit principalement d'inhumations secondaires d'ossements probablement collectés par les réfugiés. Dans la « grotte des crânes », une inhumation secondaire contenait sept crânes et des ossements; dans la « caverne des horreurs », on a retrouvé les tombes d'une vingtaine d'individus (5 hommes, 5 femmes et 10 enfants), dans la « grotte aux lettres », des os étaient enveloppés dans des tissus ou rassemblés dans des paniers.

### L'inhumation

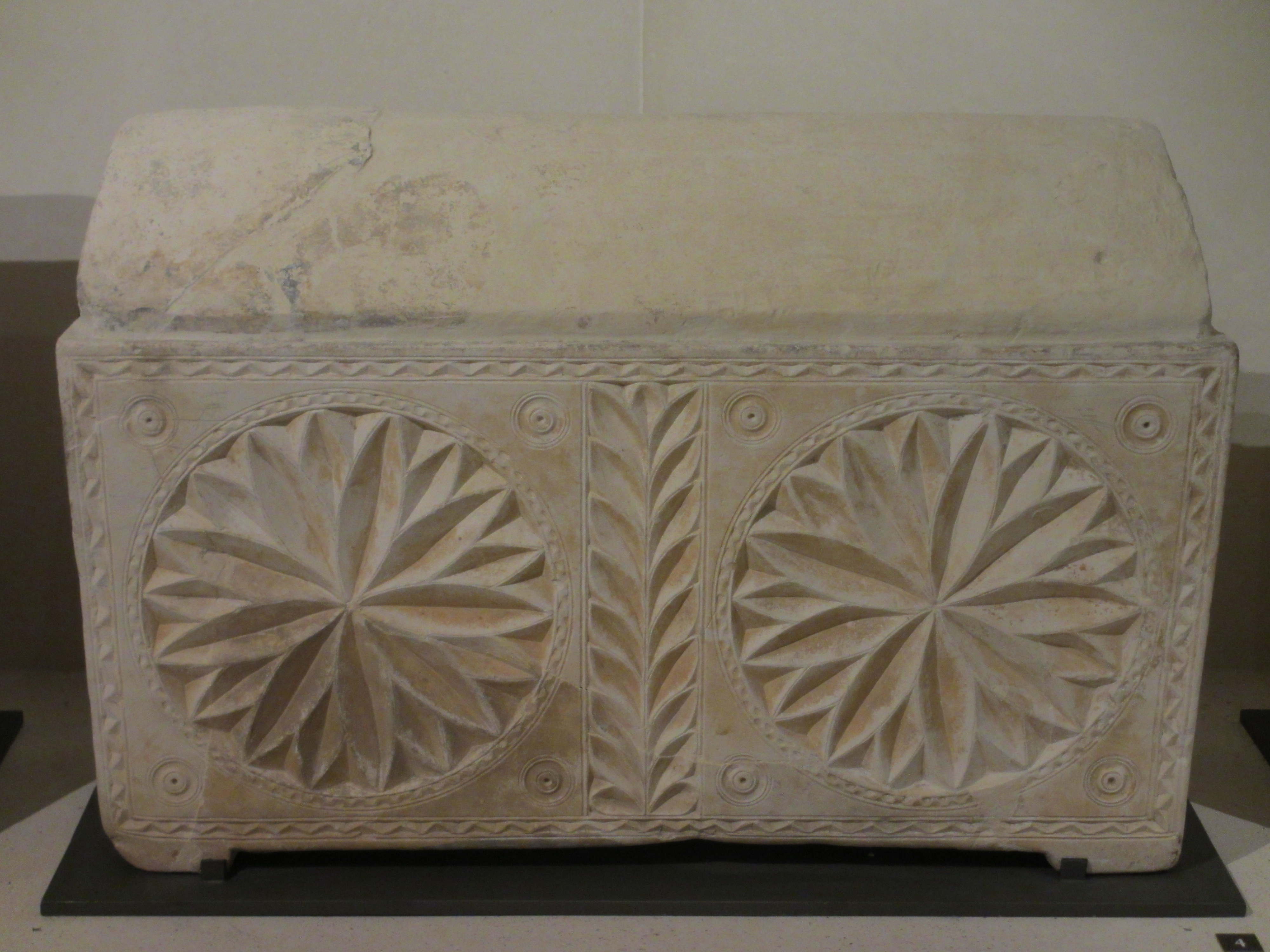
Ossuaire trouvé à Jérusalem (musée du Louvre)

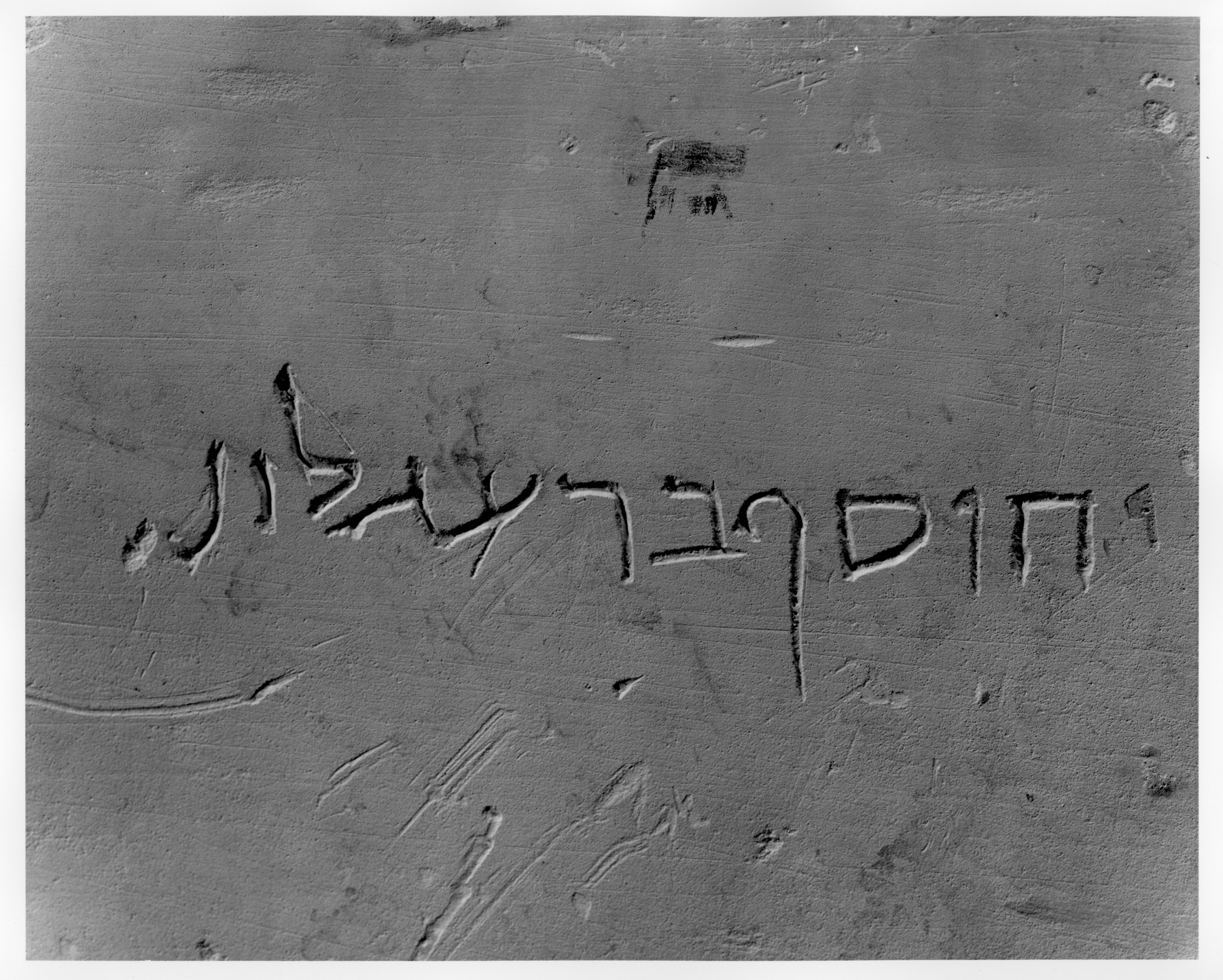
Inscription sur un ossuaire

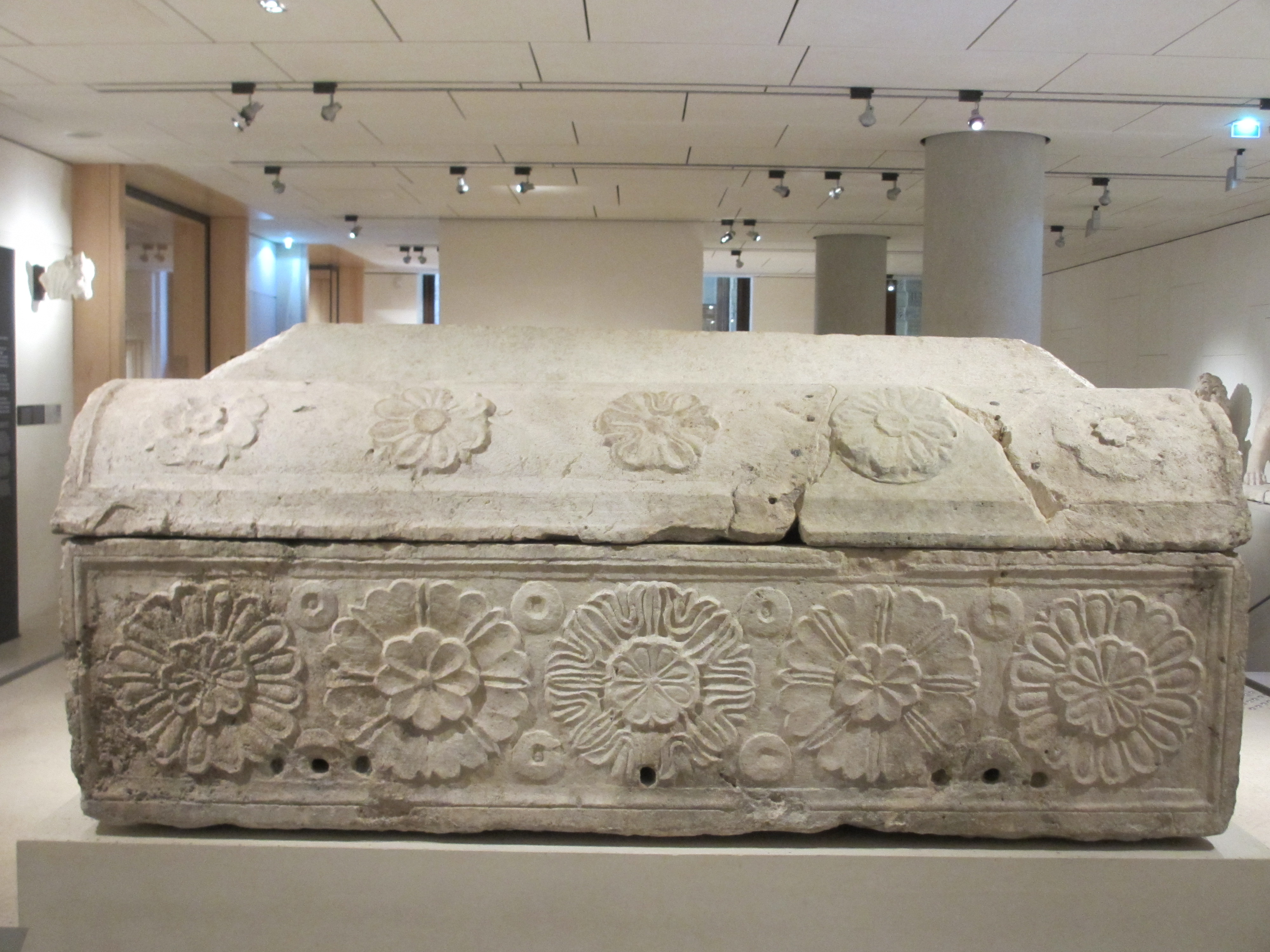
Un des sarcophages découverts dans le tombeau des Rois à Jérusalem (musée du Louvre)

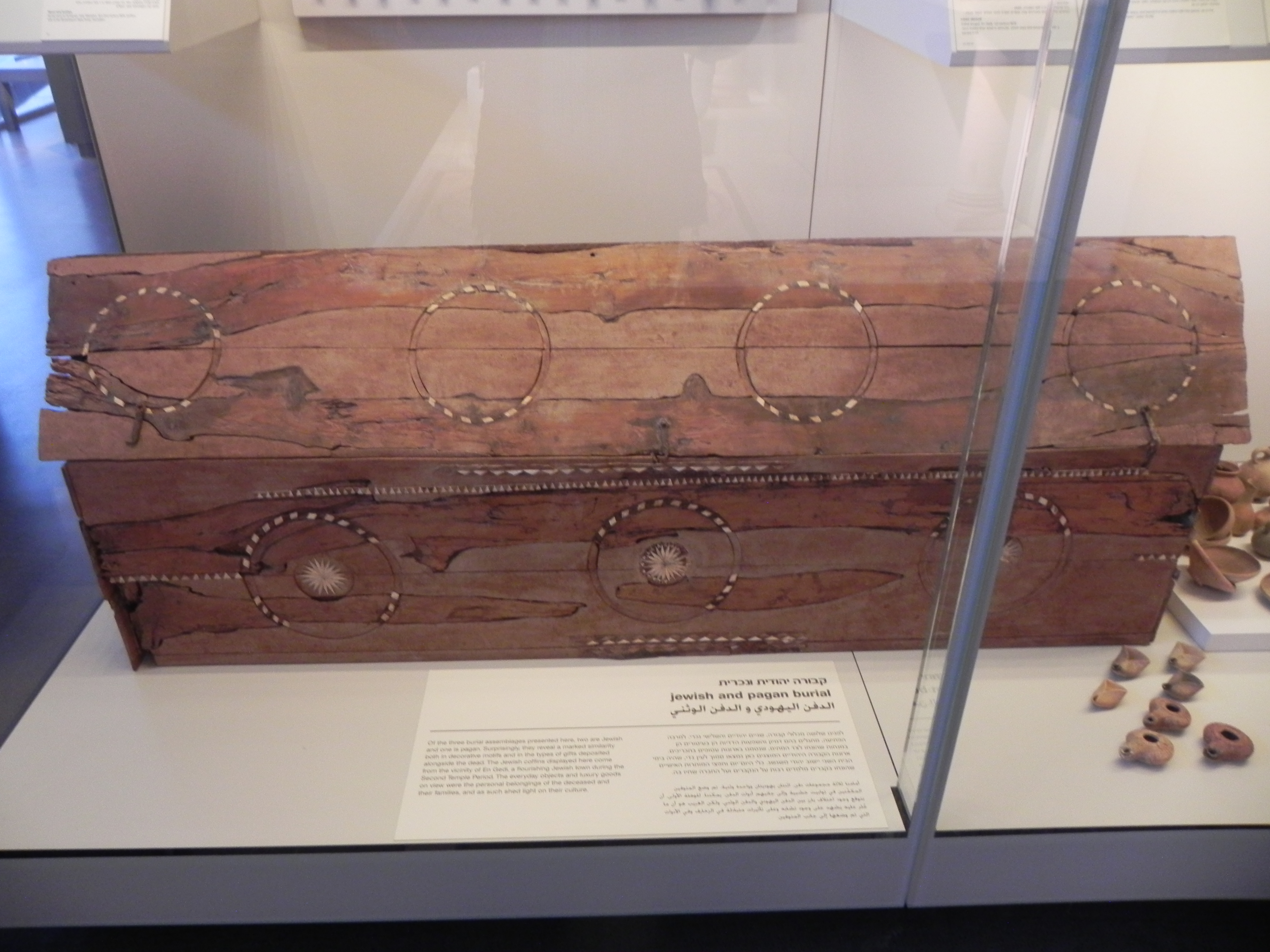
Sarcophage en bois découvert dans la région d'Ein Gedi (Musée d'Israël, Jérusalem)

Une double inhumation des défunts est habituelle pendant la période du Second Temple. Les corps sont d'abord déposés dans des chambres funéraires, puis les ossements sont collectés après décomposition des corps. Cette pratique est décrite dans la littérature rabbinique (Mishna Sanhédrin 6:6). Lors de l'inhumation primaire, les corps sont placés en position allongée sur le dos dans un kokh ou sur une autre installation de la tombe (sur des banquettes ou sur le sol). Les corps sont probablement enveloppés dans un linceul même si à Jérusalem si aucun tissu ne s'est conservé à cause des conditions d'humidité. L'enterrement d'une personne nue est explicitement interdite par le Talmud (T.B. Shabbat 114a). À Ein Gedi, Jéricho, Mamshit et Yotvata, les corps sont placés dans des cercueils en bois. On n'en a pas retrouvé à Jérusalem, là encore probablement à cause du climat humide. Quelques clous découverts dans les tombes peuvent laisser supposer l'usage de cercueils ou d'ossuaires en bois.
Le processus de décomposition des corps varie selon les conditions climatiques. À Jérusalem, ce processus est accompli en moins de douze mois. Au-delà de cette période, on peut procéder à des inhumations secondaires. Les os sont enlevés et placés dans un « dépôt », c'est-à-dire un puits, une niche ou dans une chambre particulière; ils sont parfois repoussés au fond des kokhim. Cette pratique existait déjà en Juda à l'âge du Fer. Les raisons de ce déplacement sont diverses : il peut s'agir de libérer de la place dans une tombe, de rassembler les ossements des membres d'une famille ou de vider une tombe dont la localisation est devenue gênante à la suite du développement de la ville. À Jérusalem, des anciennes tombes ont ainsi été vidées pour « purifier » des zones et permettre l'agrandissement de la ville vers le nord lors de la construction de Troisième Rempart (vers l'an 40). Des tombes pouvaient finalement contenir les ossements de centaines de personnes. Une autre pratique consiste à placer les ossements dans des ossuaires en pierre ou en bois. Cette pratique est la plus répandue à partir de la fin du Ier siècle av. J.-C. Les ossuaires sont généralement creusés dans des blocs de calcaires tendres. Ils mesurent 40 à 80 cm de long, 30 cm de large et 20 à 40 cm de haut. On a retrouvé plus de 3 000 ossuaires, en majorité à Jérusalem. La plupart des ossuaires, environ les deux tiers, ne portent ni décoration ni inscription. Parmi ceux qui sont décorés, le motif le plus répandu est la « rosette », un dessin de fleur à six pétales. La ménorah apparaît sur quelques ossuaires. Les ossuaires sont utilisés par les différentes classes de la société, on les retrouve tant dans les tombes simples que dans les grandes tombes décorées qui témoignent de moyens financiers plus importants. Il ne s'agit pas d'un produit de luxe réservé à certaines classes ni d'une pratique propre à un groupe particulier (pharisiens ou sadducéens par exemple).
Les ossuaires sont utilisés dans 130 sites en Juda et en Benjamin à partir du Ier siècle. Cet usage dure jusqu'à la destruction des zones rurales de la région à la fin de la révolte de Bar Kokhba. Les sites de découverte s'étendent des monts de Benjamin au nord à la vallée de Beer-Sheva au sud. L'usage des ossuaires perdure dans le sud de la Judée jusqu'aux IIIe – IVe siècles. Il s'étend en Galilée et dans la Shéphéla après la destruction du Temple de Jérusalem. Cet usage semble y avoir été introduit par des réfugiés juifs fuyant les guerres judéo-romaines.
Les sarcophages permettent d'accueillir un corps allongé en entier. À Jérusalem, un petit nombre de sarcophages en calcaire dur, environ une vingtaine, a été trouvé dans les tombes. La manière dont était utilisée ces sarcophages n'est pas clairement établie car aucun n'a été ouvert par des archéologues. Ces sarcophages pouvaient servir pour une inhumation ou en tant que grand ossuaire. Des sarcophages en bois ont été retrouvés dans les régions ayant un climat sec, comme le désert de Judée (Ein Gedi, Jéricho) ou le Néguev (Mamshit, Yotvata).
Certaines personnes, décédées en dehors de la Judée, sont ré-enterrées à Jérusalem. C'est le cas par exemple de la reine Hélène d'Adiabène ou de son fils Izatès. Cependant, la pratique de transférer des corps pour les faire reposer en terre d'Israël n'est pas attestée avant le IIIe siècle. Les noms de lieux figurant sur les ossuaires (Beth-Shean, Capoue, Alexandrie, Apamée) témoignent uniquement des liens de grandes familles de la diaspora avec de proches résidant notamment à Jérusalem.

### Objets associés aux pratiques funéraires

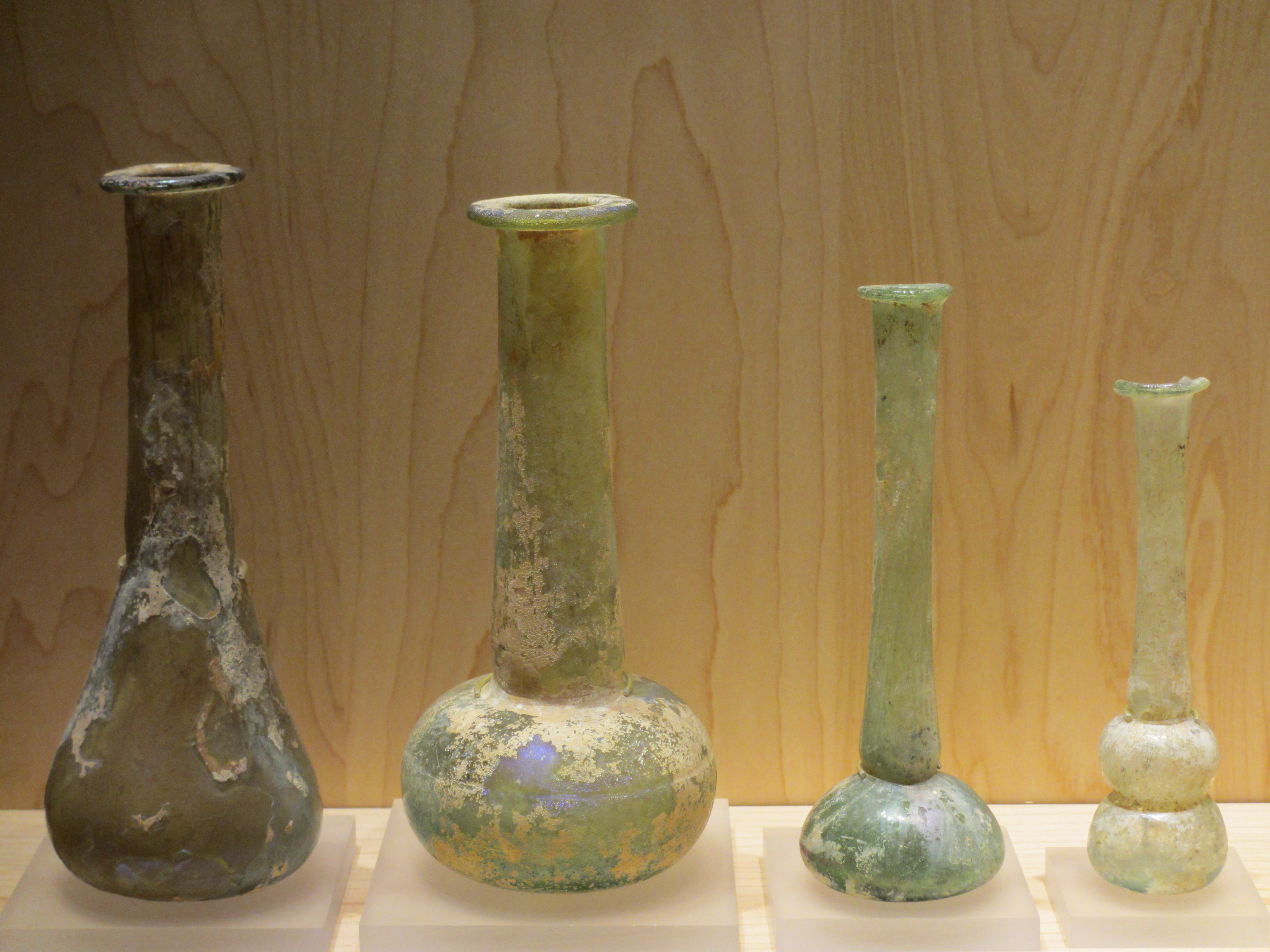
Fioles en verre découvertes dans le tombeau des Rois à Jérusalem (musée du Louvre)

Des lampes éclairent les tombes pendant les enterrements. Elles sont laissées dans les tombes car elles deviennent rituellement impures à l'issue des inhumations. Des bouteilles en poterie ou en verre contiennent de l'huile ou du vin. Ces liquides servent à nettoyer les corps lors des inhumations primaires ou sont répandus sur les ossements lors des inhumations secondaires. Des herbes aromatiques peuvent être mélangées aux os. Cette pratique est autorisée par les Sages (Semahot 12:9). Les bouteilles sont laissées dans les tombes, parfois même mises dans les ossuaires une fois leurs contenus vidés.
D'autres éléments de poterie ou de vaisselle en pierre sont utilisés pour s'occuper des corps. Des objets défectueux ou de mauvaise qualité sont généralement privilégiés car ils deviennent impurs et ne peuvent être réutilisés par la suite. Dans de rares cas, des pièces de monnaie sont placées à proximité des crânes pour servir d'oboles à la manière des pratiques païennes, « l'obole de Charon ».

## Langues

### Situation linguistique
L’araméen supplante progressivement l’hébreu pendant la période du Second Temple. Au niveau officiel, l’« araméen d'empire » est la langue administratif des Achéménides pendant les deux siècles de domination perse. À partir de 333 av. J.-C., le grec devient la langue officielle de l’administration et sert à diffuser la culture hellénistique. Même sous la domination romaine, le grec reste la langue administrative de l’Empire romain en Orient.
La situation linguistique de la Judée est caractérisée par la coexistence de deux langues parlées : l'araméen et l'hébreu. La signification de ce bilinguisme de la population est sujette à débat. Les opinions divergent quant à savoir si les locuteurs s'expriment indifféremment en hébreu ou araméen, ou si une langue est privilégiée par rapport à l'autre selon la région. La Samarie et la Galilée sont peuplées de populations de langue araméenne.
Le latin est la langue utilisée par les représentants de l’administration romaine. Il est moins présent, tant dans les textes et qu’en archéologie. On dispose de peu de papyri en latin. Ceux qui ont été retrouvés à Massada appartenaient à la garnison romaine.

### L’araméen
À l'époque perse, l'araméen est la langue de l'administration civile. Les textes des contrats sont rédigés dans cette langue. La plupart des documents juridiques mentionnés dans le Talmud adoptent l'araméen : ketuba (contrat de mariage), guet (acte de divorce). Les formules des textes araméens des ketubot se conservent depuis l'époque perse, même s'ils subissent des modifications à l'époque hellénistique. La communauté juive d'Éléphantine a adopté l'araméen et ses prêtres s'adressent au gouverneur de Judée Bagoï en araméen. Jésus, originaire de Galilée, et ses disciples parlent en araméen.
Bien que l'araméen soit devenu la langue la plus répandue, les textes araméens renseignant sur la langue parlée en Palestine à l'époque du Second Temple sont peu nombreux. Trois livres de la Bible hébraïque contiennent des passages en araméen : Esdras 4:8 à 6:18 et 7:12 à 26 et Daniel 2:4 à 7:28. La Meguilat Ta'anit (« le Rouleau du Jeune »), écrit vers le Ier siècle, est composé en araméen. C’est aussi le cas des targoumim, paraphrases araméennes de la Bible, mais leur datation est délicate.

### L’hébreu
Parmi les livres en hébreu de la Bible, plusieurs sont datés de la période du Second Temple. Certains livres traitent explicitement de la période post-exilique. Il s’agit :
- d’Aggée, de Zacharie, de Malachie
- du Troisième Isaïe
- d’Esther et de Daniel
- d’Esdras, Néhémie et des Livres des Chroniques

On date aussi généralement de l’époque post-exilique :
- les livres de Joël, d’Abdias, de Jonas
- ceux de Job et de Ruth, le Cantique des Cantiques, Qohelet (« l’Ecclésiaste »), une partie des Psaumes, l’agencement des Proverbes
- le Siracide (« l'Ecclésiastique »), dont des fragments de l’original hébreu ont été retrouvés dans la Guenizah du Caire en 1896 et à Massada en 1964-1965.

Ces textes renseignent sur les évolutions que subit la langue hébraïque pendant la période post-exilique. Ils sont rédigés en hébreu classique, mais sont influencés par l’évolution propre de la langue, peut-être sous l’effet d’un hébreu parlé, et par le contact avec l’araméen, sans qu’il soit toujours possible de distinguer la part de ces deux contributions.
L'hébreu reste une langue vivante utilisée dans la vie quotidienne, au moins dans certaines régions de la Judée. Il continue à être parlé jusqu'à 200 environ, c'est-à-dire jusqu'à la période des Tannaim, voire peut-être même au-delà. La forme d'hébreu parlé pendant la période du Second Temple n'est pas l'hébreu biblique, mais une évolution, peut-être issu d'un dialecte distinct. Cette forme se retrouve plus tard dans la Mishna. Cet hébreu, dit hébreu mishnique, est la langue utilisée dans la littérature des Tannaim et des Amoraïm d'Eretz Israël et de Babylonie. Les textes des Tannaim n'ont été compilés que vers la fin du IIe siècle mais ils contiennent des éléments plus anciens, contemporains du Second Temple ou de sa destruction. Les traités Tamid et Middot sont parmi les plus anciens. Bien que cette langue ait été fixée dans les discussions des textes rabbiniques, elle reflète un hébreu vivant qui n'est pas seulement une langue artificielle réservée aux érudits juifs.
Au Ier siècle, l’historien Flavius Josèphe affirme s'adresser en hébreu à la population de Jérusalem. Son témoignage est cependant comme toujours ambigu et contradictoire avec les transcriptions araméennes qu'il adopte lorsqu'il décrit des coutumes juives. L’hébreu parlé connaît un bref regain d’intérêt lors de la révolte de Bar Kokhba. Aux alentours de l’an 200, la Mishna est cependant mise par écrit car elle ne peut plus être mémorisée, la maîtrise des locuteurs de l’hébreu devenant insuffisante pour sa transmission orale.
L'usage de l'hébreu mishnique pendant la période du Second Temple est attesté par l'archéologie. Il apparaît dans des documents découverts dans le désert de Judée datant des Ier et IIe siècles, tels que le rouleau de cuivre de Qumrân, des lettres de Bar Kokhba (130-140 environ) et des textes provenant de la grotte aux lettres du Nahal Hever. Ces documents renseignent sur l'hébreu de la vie quotidienne, sans qu'on puisse préciser exactement dans quelles régions. Les exemples tirés du désert de Judée tendent à indiquer qu'il s'agit d'un dialecte utilisé dans le sud.

### Le grec

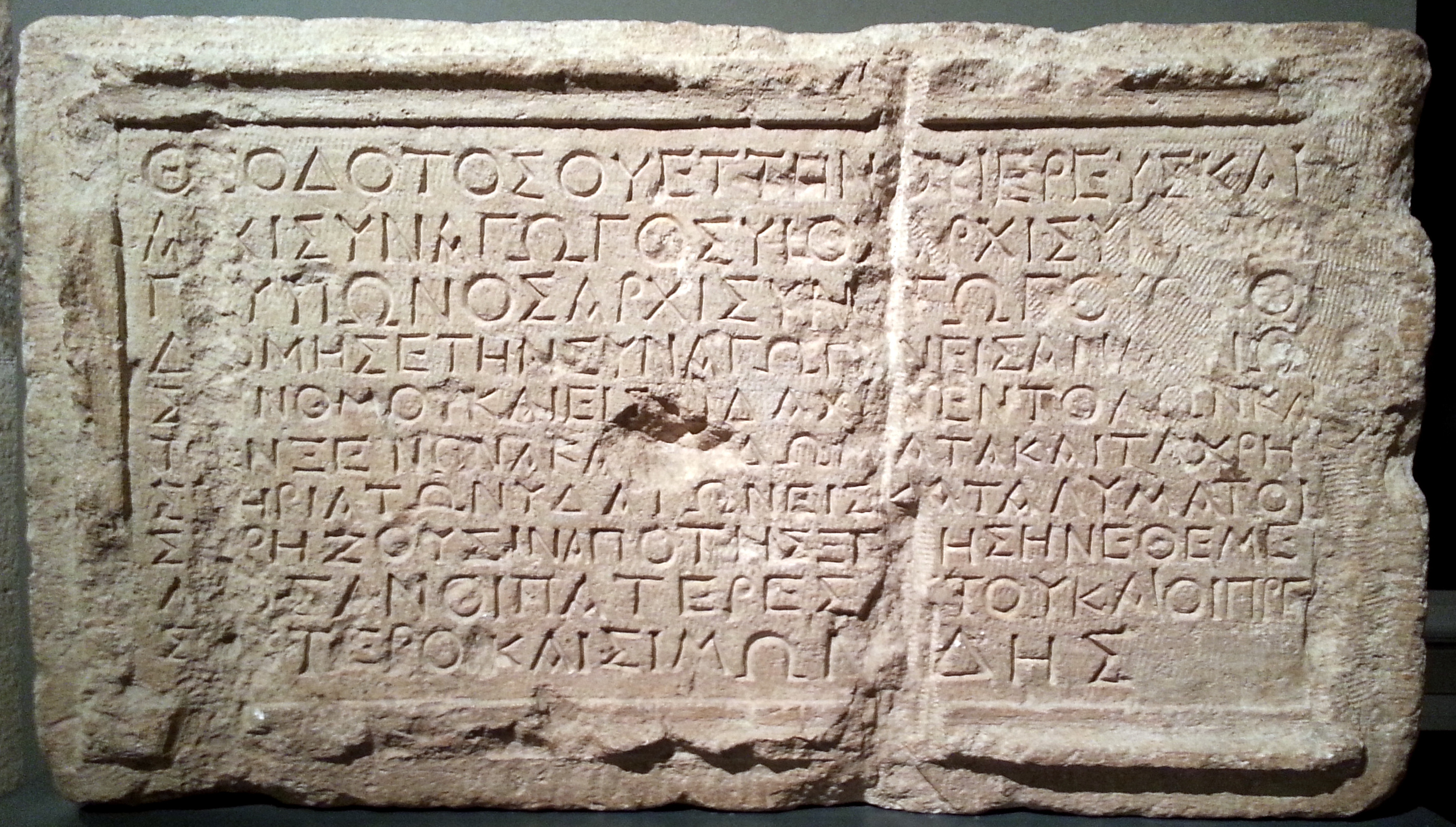
Inscription de Théodotos trouvée dans la Cité de David (Musée d'Israël, Jérusalem)

Le grec est la langue principalement utilisée par les Juifs de l'Égypte hellénistique et romaine, notamment ceux d’Alexandrie. Bien que l’araméen ait été utilisé par les Juifs d’Égypte au début de la période ptolémaïque, celui-ci est rapidement abandonné au profit du grec.
L’usage du grec ne se limite pas à la Diaspora. La plupart des inscriptions en Palestine depuis le IIIe siècle av. J.-C. sont en grec. Il est très présent sur les ossuaires, soit qu’il indique des tombes de familles originaires de la Diaspora, soit qu’il facilite l’identification des tombes par les autorités. Il est présent jusque dans le Temple de Jérusalem comme en témoigne la Mishna.
Son usage est répandu, au moins dans une certaine couche sociale. Le grec est utilisé dans des documents juridiques, tels que les archives de Babatha, et dans des lettres de Bar Kokhba ou de ses lieutenants. La traduction grecque de la Bible hébraïque, la Septante, n’est pas réservée aux Juifs de la Diaspora. Elle est en usage en Judée comme l’indiquent les fragments retrouvés à Qumrân et dans le Nahal Hever. Des noms grecs sont en usage parmi les Juifs, tels que Jason, Ménélas ou Alexandre. Même des sages pharisiens portent des noms grecs, tel Antigone de Sokho ou P[t]ollion.

#### Histoire
- (en) Lester L Grabbe, History of the Jews and Judaism in the Second Temple Period, vol. 1, 2006, 494 p. (ISBN 978-0-567-04352-8), vol. 2  (ISBN 9780567033963)
- (en) Aryeh Kasher, Jews and hellenistic cities in Eretz-Israel : relations of the Jews in Eretz-Israel with the hellenistic cities during the Second Temple period, Tübingen, 1990, 372 p. (ISBN 978-3-16-145241-3, lire en ligne)
- Maurice Sartre, D'Alexandre à Zénobie : Histoire du Levant antique, IVe siècle av. J.-C.-IIIe siècle, Paris, Fayard, 2001, 1194 p. (ISBN 978-2-213-60921-8)
- Édouard Will, Histoire politique du monde hellénistique, 323-30 av. J.-C., Éditions du Seuil, 2003 (1re éd. 1966-1967), 1051 p. (ISBN 978-2-02-060387-4)
- Simon Claude Mimouni, Le judaïsme ancien du VIe siècle avant notre ère au IIIe siècle de notre ère : des prêtres aux rabbins, Paris, Presses universitaires de France, coll. « Nouvelle Clio », 2012, 960 p. (ISBN 978-2-13-056396-9)
- (en) E. Mary Smallwood, The Jews under Roman Rule : From Pompey to Diocletian, Brill, coll. « Studies in Judaism in Late Antiquity » (no 20), 1976

#### Religion et société
- (en) Lester L. Grabbe, Judaic Religion in the Second Temple Period : Belief and Practice from the Exile to Yavneh, Routledge, 2000, 424 p. (ISBN 978-0-415-21250-2)
- (en) Rachel Hachlili, Jewish funerary customs, practices and rites in the Second Temple period, Brill, 2005, 588 p. (ISBN 978-90-04-12373-1, présentation en ligne)
- (en) Amos Kloner et Boaz Zissu, The Necropolis of Jerusalem in the Second Temple Period, Louvain, Peeters, 2007, 820 p. (ISBN 978-90-429-1792-7)
- Mireille Hadas-Lebel, Histoire de la langue hébraïque : Des origines à l'époque de la Mishna, Paris, Publications Orientalistes de France, 1981, 3e éd., 187 p. (ISBN 2-7169-0148-1)
- Moshe Bar-Asher, L'hébreu mishnique : études linguistiques, Peeters, 1999, 306 p. (ISBN 978-90-429-0751-5, présentation en ligne)